# Silnik elektryczny szeregowy
Silnik szeregowy – uniwersalny silnik elektryczny (może być zasilany zarówno prądem stałym, jak i prądem przemiennym), w którym uzwojenie stojana jest połączone szeregowo z uzwojeniem wirnika.